# John Ford (ciclista)
John "Buddy" Ford (nascido em 12 de junho de 1957) é um ex-ciclista olímpico bermudense. Representou sua nação nos Jogos Olímpicos de Verão de 1984, na prova de corrida individual em estrada.